# آشویتس خصوصی من
آشویتس خصوصی من دومین مجموعه شعر مستقل حسن همایون است که به عنوان برگزیده سومین دوره جایزه شعر احمد شاملو معرفی شده است.

## معرفی
آشویتس خصوصی من در سه فصل «شکنجه‌شده‌ها»، «عاشقانه‌هایی ناتمام برای آنا» و «خرده‌روایت‌هایی از هراس و انزوا» تدوین شده است؛ عنوان‌های فصل‌ها قراردادی است و و لزوماً به این معنا نیست که فصل دوم اثر روایتی صرفاً عاشقانه است و دیگر فصل‌ها نه! زیرا به اعتقاد من نویسنده دوگانه شعرهای اجتماعی و شعرهای عاشقانه که در فضای ادبیات ایران رایج شده است، آدرس غلط دادن به مخاطب است و این دوگانه مُضحک ریشه در نقدهای ذوقی دارد. بر این اساس شعرهای فصل «شکنجه شده‌ها» همانقدر عاشقانه است که اجتماعی است و شعرهای فصل «عاشقانه‌های ناتمام برای آنا» همانقدر سیاسی است که شعرهای فصل «خرده‌روایت‌هایی از هراس و انزوا». شعرهای «قبرستان در مه»، «آشویتس خصوصیِ من»، «سلول انفرادی خاورمیانه»، «هراس اپیزودیک»، «قانون جنگل»، «دیالوگ»، « سربازهای کاغذی»، «زخم‌ها و سنگ‌ها»، «سه‌شنبه سیاه»، «صدایِ مشکوک به جهان»، «میان تاریکیِ آبها و سنگ‌ها»، «فال خون»، «کاغذهای خون‌آلود»، «بازپرس ویژه قتل» برخی از عنوان شعرهای فصل نخست است. 
همچنین در فصل «عاشقانه‌هایی ناتمام برای آنا» شعرهایی چون، «جاده سرد و برفی»، ابدیت و یک روز، شب‌های روشن، «یک در میان»، «روایت اپیزودیک مردی عاشق به یک بندر»، «از منظومه عاشقانه‌هایی ناتمام»، «خون و عشق»، «استحاله مرگ»، ابزورد، «خزان بی پایان زن»، «کابوس‌های بیداری»، داخائو، «کابوس بی‌پایان از هر کجا آغاز می‌شد فرق نمی‌کرد» ارائه شده است. همچنین در فصل سوم این مجموعه با عنوان «خرده‌روایت‌هایی از هراس و انزوا» نیز، شعرهای خاطرات انهدام، «خرده‌روایت زندان»، «خرده‌روایت‌هایی منثور از یک زن محزون در ده به علاوه هفت»، «اپیزود»، خرده‌روایت‌هایی از حکومت نظامی و...ارائه شده است.او درباره خلق این مجموعه شعر گفته بود:« شعرهای مجموعه آشویتس خصوصی من در فاصله سال‌های ۱۳۹۱ تا ۱۳۹۴ خلق شده است.
ایده خلق و روایت این شعرها از همان نخستین اظهار نظرهای محمود احمدی‌نژاد در مجمع عمومی سازمان ملل متحد شکل گرفت؛ او به بزرگترین مجمعی از سیاست مداران جهان می‌رفت و به عنوان مجری قانون اساسی سوگند یاد کرده بود از منافع ملت ایران دفاع کند، عملاً با اظهارنظرهایش درباره هولوکاست و انکار آن جنایت تلخ عملاً زمینه‌های انزوا و تحریم و ایران‌هراسی در جهان و به حاشیه راندن ایران عزیز ما از عرصه مناسبات جهانی را رقم می‌زد. به اذعان بسیاری از کارشناسان با این دست رفتارهای و نطق‌های هیجانی محمود احمدی‌نژاد عملاً به تحقق اهداف استراتژیک اسرائیل یعنی دامن‌زدن بر ایران‌هراسی کمک می‌کرد! من هم مانند بسیاری از شهروندان ِ ایرانی در همه این سال‌ها نگران ایران بودم و هستم و مدام به این مسائل فکر می‌کردم. به اینکه سیاست‌های اشتباه آن دولت خیلی راحت فرصت‌های طلایی و ارزشمندی را برای اجماع جهانی علیه ایران به دشمن‌هایمان در منطقه خاورمیانه و جهان تقدیم کرد. همه این کارهای را محمود احمدی‌نژاد و کارگزاران سیاست خارجی او به شکل غم‌انگیزی کاملاً درست انجام می‌دادند. در چنین فضایی بود که نوشتن شعرهای نخست این مجموعه را آغاز کردم.»  

## جوایز
- کتاب آشویتس خصوصی من در سومین دوره جایزه شعر احمد شاملو به عنوان برگزیده معرفی شد..[۶][۷] مراد فرهادپور، محمدرضا اصلانی، ضیاء موحد، هوشنگ چالنگی و احمد پوری داوری مرحله نهایی این جایزه را بر عهده داشتند.

در بخشی از بیانیهٔ هیئت داوران سومین جایزه شعر احمد شاملو آمده بود: «اگرچه لزوماً هدف نهایی در انتخاب برگزیدگان، به صورت تام در نظر داشتن رویکردهای اجتماعی و توجه به انسان و مسائل پیچیده او در اجتماع که از ویژگی‌های شعر شاملوست نبوده، اما وجود نسبتی از حساسیت‌های اجتماعی و بغرنجی‌های جاری در زندگی انسان امروز، مدنظر داوران این مرحله قرار گرفت. توجه به شورمندی و حضور «آنِ» شاعرانه - حضور و تلفیق عناصری چون تخیل و شهود و اندیشه به همراه زبان آوری - تصاویر بکر، پیوند با تفکر فلسفی، تاریخ و اسطوره، وجود مشی فکری و اندیشه ورزی، حساسیت به مسائل اجتماعی و مختصات زندگی انسان معاصر به دور از احساساتی گری و رویکرد پند و اندرزگونه، از دیگر معیارهای داوران این مرحله بوده‌است.»
- کتاب آشویتس خصوصی من در جشنواره نوروزی مجله تجربه به عنوان کتاب سال شعر ۱۳۹۵ معرفی شد و مجله تجربه با شاعر این مجموعه گفتگو کرد و به نقد و بررسی این اثر پرداخت.

## نقد و بررسی
و گردن‌بند را کشید
تکه‌هایی از زنجیر و لنگر لای انگشت‌ها ماند
تا بازگردد 
به روزی که در آغوش هم غرق شدند.

آشویتس خصوصی من
- حجت بداغی نویسنده و منتقد ادبی درباره کتاب «آشویتس خصوصی من» گفته است، همان‌طور که از اسم کتاب هم معلوم است، این مجموعه شعر وابسته به امر سیاسی است. وابستگی به امر سیاسی به این معنی نیست که شاعر لزوماً مانند خسرو گلسرخی شعر سیاسی بنویسد. منظور از شعر سیاسی، این است که در اشعار وابسته به امر سیاسی، استعاره به تعویق می‌افتد. از طرفی سعی می‌شود، تا جای ممکن استعاره‌ها به یک امر واقع و دلالت‌گر نزدیک شود. برخلاف شعر تغزلی که تا جای ممکن سعی می‌کند هرچیزی در شعر پدید می‌آورد را طوری برخورد کند که تا جای ممکن تاویل‌ها بیش‌تر شود. برای بررسی این‌گونه شعر، سه نفر را در نظر گرفته‌ام یکی احمد شاملو به ویژه در شعرهای «در اینجا چهار زندان است» و نازلی، دیگری رضا براهنی در شعر ظل‌الله است و شخصیت دیگر هم آلن گینزبرگ است.هر سه این شاعران، در شعرهایی که وابسته به امر سیاسی خلق کرده‌اند، سعی می‌کنند استعاره را به تعویق بیندازند و شعر حسن همایون هم در «آشویتس خصوصی من» از جهاتی به شعرهایی از این شاعران شباهت دارد.تن زدن از استعاره‌پردازی در سطرها و به کار گرفتن منطق نثر در نوشتار و تلاش برای تحقق شکل دادن یک ساختار استعاری، مهمترین خصیصه‌ای است که در «آشویتس خصوصی من» پیدا کردم. این ویژگی از همان شعر آغازین کتاب که در قبرستان روایت می‌شود، تا شعرهای دیگر به وضوح دیده می‌شود. همچنین دیگر ویژگی این اثر، تن زدن از «صفت‌سازی» است. شاعر «آشویتس خصوصی من» تا جای ممکن از صفت‌سازی پرهیز می‌کند. در زبان به هر چیزی که صفت دهیم، گرفتن معناهای ضمنی از آن کار سختی می‌شود. صفت به متن جهت می‌دهد و هدایتش می‌کند.زمانی شاعر تا جای ممکن صفت‌ها را برمی‌دارد و سعی می‌کند از طبیعی‌ترین شکل ارتباط برای توصیف صحنه‌هایش استفاده کند و می‌گوید، چیزی بیش‌تر از آن‌چه می‌خواهم به شما ارائه کنم را تصور نکنید. مثلاً در همان شعر درباره روزنامه‌نگار زندانی، که همه چیزش را گرفته‌اند و با تصویرسازی فوق‌العاده معنا سازی می‌کند و این‌طور نیست که بگویم چون شعر استعاره ندارد و صفت‌پردازی نکرده است پس معنای بزرگی تولید نمی‌کند. شاعر با حذف این امکان‌های زبان کاملاً موضع خودش را مشخص می‌کند و می‌گوید من آدمی هستم که با امر واقع و روزانه جهان در ارتباط هستم. شعرش را از تمام امکان‌های کلام خیال‌انگیز تا جای ممکن تهی می‌کند و ما با متنی طرف هستیم که شاعر دغدغه‌هایش را خارج از زیبایی‌شناسی بازی‌های مرسوم زبانی به مخاطب منتقل می‌کند.[۱۰]
- فریاد ناصری شاعر و منتقد ادبی معتقد است؛ اکثریت شعرهای کتاب در منطق نثر شکل می‌گیرد و پیش می‌رود. می‌پرسیدم آن «مشت گره کرده»، «تاریکی»، «چاقو» دیگر موتیف می‌خواهند چه کار کنند؟ بعد دیدم هیچ کار نمی‌کنند. از قضا در شعرهایی می‌بنیم آن «مشت گره کرده» به عنوان نماد خشم و عصیان هیچ کاری نمی‌کند، و در حال فروریختن است. به نظر من در این مجموعه ما با یک استعاره کلی از وضعیت امروز روبرو هستیم. وضعیتی که امکان گذر از آن میسر نیست و فقط می‌توانیم تبیین و توصیف‌اش کنیم. می‌توانیم بگوییم چگونه است اما نمی‌توانیم سر در بیاوریم که در نهایت بعد از این وضعیت باید چه کار کرد؟ یا قبل آن چه بوده است و چه شد به اینجا رسیدیم؟! شعرهای «آشویتس خصوصی من» از نقطه‌ای درگیر وضعیت کنونی شروع می‌شود و در نقطه‌ای درگیر همین وضعیت پایان می‌یابد؛ قبل از این وضعیت و بعد آن برای ما روشن نیست برای همین است که مشت گره کرده فرو می‌ریزد. انگار شاعر نمی‌تواند از این وضعیت خلاصی کند و نه این‌که شاعر نمی‌تواند، نشانگر این است که جامعه ایرانی نمی‌تواند از این وضعیت بغرنج گذر کند.[۱۱]
- لیلا صمدی ویراستار درباره این کتاب نوشته است.شاعر کتاب را با تقدیم نامه‌ای مفصّل شروع کرده: «با احترام و فروتنی، به فروغ فرخزاد، خلاق‌ترین، مهم‌ترین و جسورترین شاعر مدرن ایرانی؛ به گل‌بهار، مادرم، که علاوه بر هستی من، تخیلم هم از او مایه می‌گیرد؛ به زن‌های سرزمینم، که شایستگی‌های بی حدوحصر دارند؛ آشویتس خصوصی من پیش کش می‌شود به خاطره‌ی الف. عین. به احترام مهر و زخم‌های عمیقی که بر جان من گذاشت و رفت...» از این تقدیم‌نامه آشکارا پیداست که زن‌ها بیشترین تأثیرها را روی شاعر گذاشته‌اند و شعرها از زنان جان‌مایه گرفته اند. زن‌ها همه جا حضور دارند: در قطار، در بازار ماهی فروش ها، پشت پنجره، در خواب‌های مرد، زیر باران ریزِ بعدازظهرِ پاییز، میان انبوه جنازه‌ها. حتی «بر پلاک گردن اسیر، تصویرِ چهره‌ی محو زنی پیدا»ست. همه‌جا نشانی از زن‌ها هست؛ زن‌هایی سوگوار و بی‌چهره، زنی با موهای فِر و چشم‌های مغولی، با پلک‌هایی نیمه باز، با بلوزی خاکستری، با دامن کوتاه، و با چکمه‌های ورنی. حتی وقتی که با اشاره و نام ذکری از زن‌ها نمی‌شود نیز حضور آنها در لابه‌لای سطور عاشقانه‌ی اندوه‌بارِ پر از وهم و خیال حتمی است: در سنگر، در آپارتمان، روی خاکریز، در کوهپایه های دیلمان و جنگل های سیاهکل، در «واگنِ اُون‌لی فور ویمنی»، در ابوغریب و گوانتانامو و اوین، و در سلول انفرادی حتی. زن یکی از ابژه‌های اصلی خرده‌روایت‌های این مجموعه است و نه تنها در فصل «عاشقانه‌هایی ناتمام برای آنا»، بلکه در فصل‌های دیگر کتاب هم حضوری قاطع دارد. بازتاب رنج‌های زیست زنانه را می‌توان به وضوح در زندگی بسیاری از آدم ها ـ و در اینجا شاعرِ «آشویتس خصوصی من» دید.[۱۲]